# Зотов, Георгий Андреевич
Гео́ргий Андре́евич Зо́тов (род. 12 января 1990, Новосибирск, СССР) — российский футболист, защитник клуба «Оренбург».

## Карьера
Воспитанник новосибирской школы «Спартак». В 16 лет перешёл в академию московского «Спартака», в которой провёл один год. В 2009—2012 годах играл за фарм-клуб московского «Локомотива» во Втором дивизионе. В январе 2013 года присоединился к клубу Первого дивизиона «Металлург-Кузбасс». Летом 2013 года «Металлург» из-за финансовых проблем снялся с турнира, а Зотов на правах свободного агента пополнил ряды «Салюта». 30 августа 2013 года, вслед за бывшим тренером «Салюта» Сергеем Ташуевым, перешёл в донецкий «Металлург». Дебютировал в украинской Премьер-лиге 20 сентября в матче против «Севастополя» (2:4), заменив на 72-й минуте Алешандре. В 2014—2015 годах защищал цвета «Анжи». 6 февраля 2016 года стал игроком «Кубани». 4 февраля 2017 года подписал контракт с клубом «Крылья Советов». Сезон 2019/20 провёл в аренде в «Оренбурге». Летом 2020 года пополнил ряды «Рубина». В 2022 году вернулся в «Крылья Советов».
8 июля 2024 года снова стал игроком «Оренбурга».

## Достижения
- Серебряный призёр Первого дивизиона (2): 2014/15, 2017/18
- Бронзовый призёр зоны «Запад» Второго дивизиона: 2010